# Tatary (województwo mazowieckie)
Tatary – wieś sołecka w Polsce położona w województwie mazowieckim, w powiecie ostrołęckim, w gminie Kadzidło. Tatary leżą na Równinie Kurpiowskiej, na zachodnim brzegu Rozogi, dopływu Narwi. Wieś ma rozproszoną zabudowę i leży przy drodze lokalnej.

## Historia
Tatary były wzmiankowane już w XVIII wieku. W roku 1827 w 34 domach mieszkały 192 osoby.
W latach 1921–1939 wieś leżała w województwie białostockim, w powiecie ostrołęckim, w gminie Nasiadki (od 1931 w gminie Kadzidło).
Według Powszechnego Spisu Ludności z 1921 roku wieś zamieszkiwało 256 osób, 247 było wyznania rzymskokatolickiego a 9 mariawickiego. Jednocześnie wszyscy mieszkańcy zadeklarowali polską przynależność narodową. Były tu 44 budynki mieszkalne. Miejscowość należała do parafii rzymskokatolickiej w Kadzidle. Podlegała pod Sąd Grodzki w Myszyńcu i Okręgowy w Łomży; właściwy urząd pocztowy mieścił się w Kadzidle.
W wyniku agresji niemieckiej we wrześniu 1939 wieś znalazła się pod okupacją niemiecką. Od 1939 do wyzwolenia w 1945 włączona w skład Landkreis Scharfenwiese, rejencji ciechanowskiej Prus Wschodnich III Rzeszy.
W latach 1975–1998 miejscowość administracyjnie należała do województwa ostrołęckiego.
W 2017 w Tatarach mieszkało 273 osób, w 2023 – 269.

## Gospodarka
Tradycyjne rzemiosło było zależne od płci: kobiety zajmowały się regionalnymi wypiekami (byśki, nowe latko) i sztuką ludową (kierce, wycinanki), mężczyźni zaś wyrabiali meble i plecionki.

## Architektura
W Tatarach licznie zachowała się tradycyjna architektura kurpiowska.

## Religia
Wierni kościoła rzymskokatolickiego należą do parafii pw. Ducha Świętego w Kadzidle.

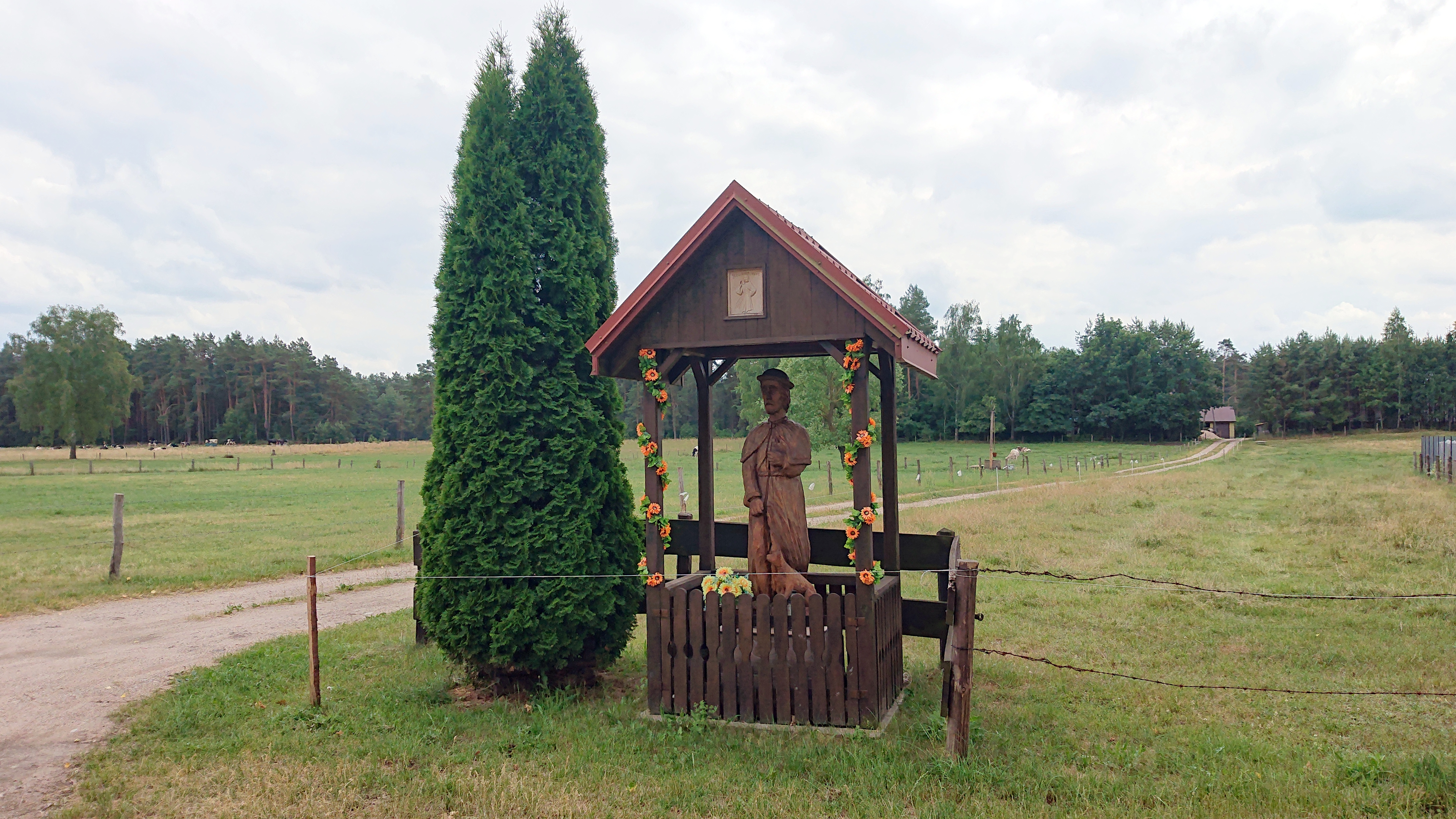
Kapliczka św. Rocha
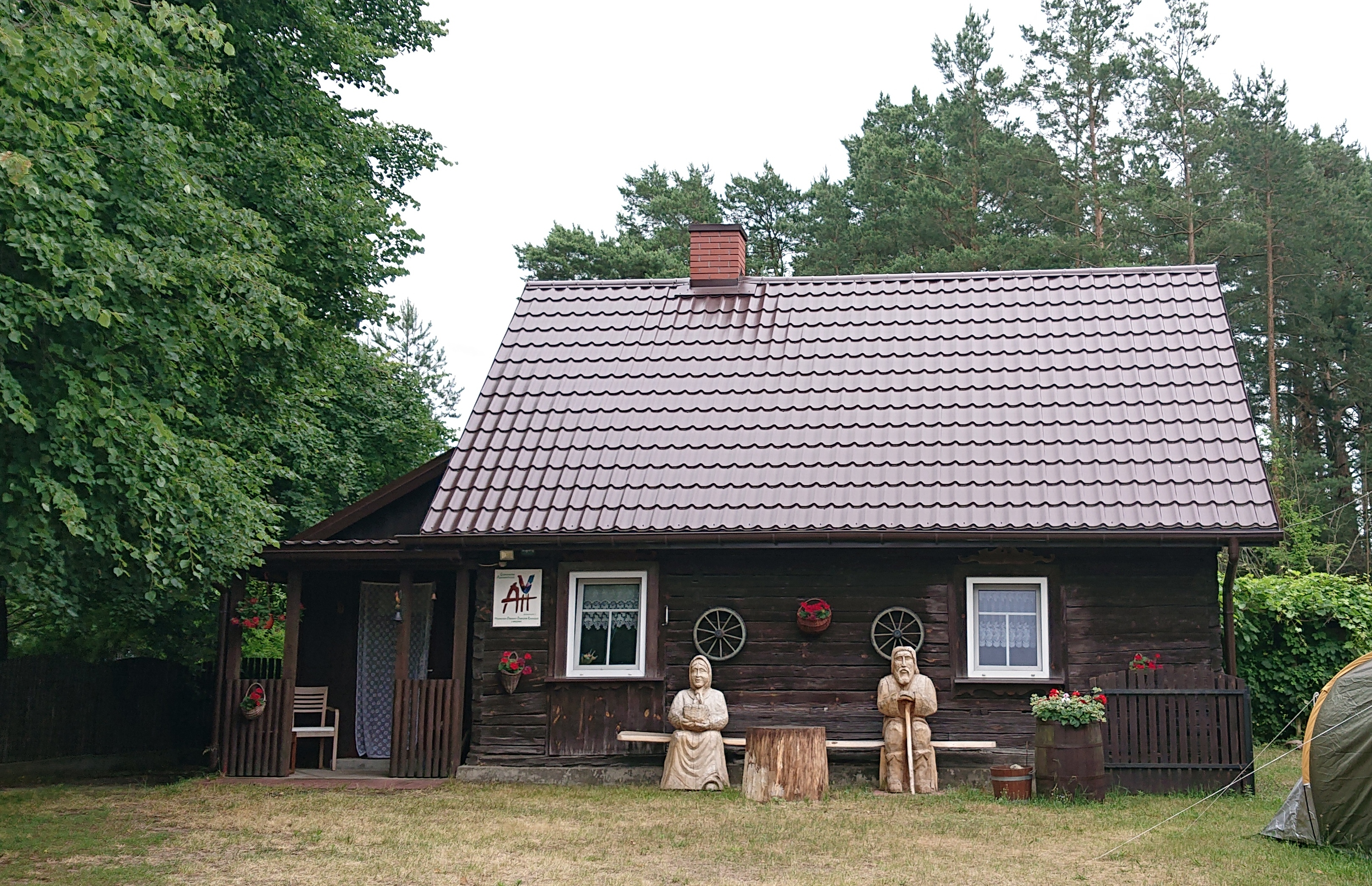
Gospodarstwo Agroturystyczne "Pod Lipkami", Tatary 44